# Aeroportul Atkamba
Aeroportul Atkamba (IATA: ABP) este un aeroport din Papua Noua Guinee.
Situat la o altitudine de 46 m, aeroportul dispune de o singură pistă.